# Poolbillard-Jugendeuropameisterschaft 1983
Die Poolbillard-Jugendeuropameisterschaft 1983 war die dritte Austragung der von der European Pocket Billiard Federation veranstalteten Jugend-Kontinentalmeisterschaft im Poolbillard. Sie fand in Valkenburg aan de Geul statt.
Ausgespielt wurden die Disziplinen 14/1 endlos und 8-Ball bei den Junioren.

## Medaillengewinner
| Disziplin              | Gold               | Silber       | Bronze          |       |
| ---------------------- | ------------------ | ------------ | --------------- | ----- |
| Junioren – 14/1 endlos | Tom Storm          | Norbert Lang | T. Melbye       | [ 1 ] |
| Junioren – 8-Ball      | Christer Lofstrand | H. Kalita    | Mikael Hallgren | [ 2 ] |